# مأمون الكزبري
مأمون الكزبري (1914–2 مارس 1998) هو سياسي ودبلوماسي سوري من دمشق، حصل على شهادة الدكتوراه في القانون من جامعة ليون بفرنسا. وقد ترأس الجمهورية السورية بشكل مؤقت، في عام 1963، انتقل مأمون الكزبري إلى المغرب، حيث عمل أستاذاً في كليات الحقوق بالجامعات المغربية. خلال هذه الفترة، تفرغ للتدريس والتأليف في مجال القانون، وأصدر عدداً من المؤلفات القانونية التي تُعد مراجع في القانون المدني المغربي، بحيث يعتبر من الفقه القانوني المغربي. حيث ساهم في تعريب التعليم الجامعي، كما أشرف على أطروحة الدكتوراه لأحمد الخمليشي سنة 1974.

## دراسته
درس في جامعة القديس يوسف في بيروت، ثم درس القانون الدولي في جامعة ليون.

## مؤلفاته
من مؤلفاته:
| عنوان المؤلف                                                                                              | سنة النشر |
| --- | --------- |
| نظرية الالتزامات في ضوء قانون الالتزامات والعقود المغربي (الجزء الأول: مصادر الالتزام)                    | 1970      |
| نظرية الالتزامات في ضوء قانون الالتزامات والعقود المغربي (الجزء الثاني: أوصاف الالتزام وانتقاله وانقضاؤه) | 1983      |
| التحفيظ العقاري والحقوق العينية الأصلية والتبعية في ضوء التشريع المغربي                                   |           |
| شرح المسطرة المدنية في ضوء القانون المغربي (تم تأليفه بالاشتراك مع الدكتور إدريس العلوي العبدلاوي)        |           |
| المدخل للعلوم القانونية                                                                                   |           |
| القانون المدني السوري: الجزء الأول - في الالتزامات                                                        |           |

## مسيرته
عمل بالمحاماة في دمشق ثم أصبح أستاذاً في كلية الحقوق بالجامعة السورية (جامعة دمشق لاحقاً).
انتخب نائباً عن دمشق عام 1953 ثم انتخب رئيساً للجمعية التأسيسية التي وضعت الدستور في عهد أديب الشيشكلي. عينه الشيشكلي أميناً عاماً لحركة التحرير العربي التي أسسها. اختير وزيراً للعدل في حكومة صبري العسلي عام 1955 ثم وزيراً للمعارف في حكومة سعيد الغزي. أصبح رئيساً للجامعة السورية (جامعة دمشق) عام 1956.
كان بعيداً عن الحياة السياسية بشكل عام خلال الوحدة مع مصر 1958-1961 وشغل خلالها منصب رئيس نقابة المحامين. بعد الانقلاب الذي أطاح بالوحدة في أيلول 1961 جرى تكليفه بتشكيل حكومة جديدة، فألّفها من التكنوقراط واحتفظ فيها أيضاً بحقيبتي الدفاع والخارجية. أشرفت الحكومة على انتخابات تشريعية في كانون الأول 1961 كانت الأولى في سوريا منذ 1954، وانتخب رئيساً للمجلس النيابي الجديد.
اعتقل لفترة قصيرة بعد انقلاب عبد الكريم النحلاوي عام 1962. بقي رئيساً للمجلس النيابي حتى أيلول 1962. غادر البلاد بعد انقلاب البعث في آذار 1963 وقيام السلطات بالتضييق على معارضيها وسياسيي العهد السابق. انتقل في البداية إلى فرنسا ثم إلى المغرب حيث عمل أستاذاً للحقوق في جامعاتها. انتقل إلى لبنان وبقي فيه حتى وفاته.